# Bentley (Suffolk)
Pour les articles homonymes, voir Bentley.
Bentley est un village et une paroisse civile du Suffolk, en Angleterre. Il est situé dans le sud du comté, à environ 10 km au sud-ouest de la ville d'Ipswich. Administrativement, il dépend du district de Babergh. Au recensement de 2011, il comptait 776 habitants.